# MS hug
MS hug (Engels voor "multipelesclerose-knuffel", ook wel MS girdle of Girdle-Band Sensation genoemd) is een vorm van dysesthesie veroorzaakt door spierspasmen in de intercostale spieren. Deze spieren zijn gelegen tussen de ribben en houden de ribben op hun plaats.

## Voorkomen
De MS hug dankt zijn naam aan de manier waarop de pijn, tinteling of druk zich rond het bovenlichaam wikkelt. Symptomen kunnen van een paar seconden tot uren of zelfs dagen duren of met tussenpozen terugkeren. Sommigen omschrijven het als een gevoel van een strakke druk rond de taille, romp of nek. Anderen ervaren een brandende band of band van tintelingen. Scherpe, stekende pijn of wijdverbreide pijn zijn ook mogelijke symptomen van MS hug. Net als bij andere symptomen van MS, is de MS hug onvoorspelbaar en wordt het op verschillende manieren ervaren.
De MS hug komt niet alleen voor bij multiple sclerose. Andere aandoeningen, zoals myelitis transversa (een ontsteking van het ruggenmerg) of costochondritis (ontsteking van het kraakbeen dat de ribben verbindt) kunnen ook leiden tot MS hug.

## Behandeling
Warmte, stress en vermoeidheid kunnen een toename van de symptomen betekenen, maar hoeven niet te betekenen dat de ziekte verergert. Het is ook een indicator die aangeeft dat men meer moet rusten, ontstressen of afkoelen (bv. bij koorts). Hoewel de MS hug het resultaat is van spierspasmen, is de pijn neurologisch oftewel zenuwpijn. Antispasme of spierverslappers, zoals diazepam, kunnen effectief zijn bij verkramping en spierspasmen. Losse kleding kan een minder gespannen gevoel geven, maar het dragen van strakke compressie kleding kan ook helpen de pijn of brandend gevoel te vertalen in pijnvrije druk. Sommige MS-patiënten vinden baat bij warme kompressen of bij een warm bad. Andere opties kunnen massage en diepe ademhaling zijn.